# Михайловка (Царичанский район)
Михайловка (укр. Михайлівка) — село,
Михайловский сельский совет,
Царичанский район,
Днепропетровская область,
Украина.
Код КОАТУУ — 1225683201. Население по переписи 2001 года составляло 440 человек .
Является административным центром Михайловского сельского совета, в который, кроме того, входят сёла
Гнатовка,
Заорилье и
Червоная Орелька.

## Географическое положение
Село Михайловка находится на левом берегу реки Заплавка в месте пересечения её каналом Днепр — Донбасс,
выше по течению на расстоянии в 1,5 км расположено село Гупаловка (Магдалиновский район),
ниже по течению на расстоянии в 2 км расположено село Червоная Орелька.
Рядом проходит автомобильная дорога Т-0412.

## История
- Село было основано под названием Акимовка. Жило в селе немного более 150 крепостных.
- Незадолго перед реформой 1861 года Акимов продал село вместе с крепостными помещику Василю Лищина–Мартыненко. Новый хозяин переименовал село по имени своего сына Михаила.

## Известные уроженцы
- Воронин, Михаил Ильич (1924—1945) — Герой Советского Союза.

## Экономика
- ООО «Агрофирма Свитанок».
- СК «Дружба».

## Объекты социальной сферы
- Школа.
- Дом культуры.
- Фельдшерско-акушерский пункт.